# 新研股份
新疆機械研究院股份有限公司，簡稱新疆機械研究院股份、新疆機械研究院，以及新研股份（英語：Xinjiang Mechinery Research Company Limited，深交所：300159），於1960年當時由烏魯木齊市政府設立前身為「新疆機械研究院」，其後由周衛華（董事長）和其他人士進行入主。
現時在國內經營生產、研究和生產中高端农牧业机械产品，品牌為「牧神」，位於新疆维吾尔自治区乌鲁木齐经济技术开发区融合南路661号。
招股價為69.98元人民幣，發行新股為10,600,000股，集資額為7.4億元人民幣，股份則在2011年1月7日於深交所創業板上市。

## 連結
- XJJXY.com.cn （页面存档备份，存于）